# Macruronus
Macruronus è un genere di pesci ossei marini della famiglia Merlucciidae.

## Distribuzione e habitat
Sono diffusi nei mari dell'Emisfero Australe e vivono a qualche centinaio di metri di profondità nel piano batiale e talvolta nel piano abissale.

## Specie
- Macruronus capensis
- Macruronus maderensis (esistenza dubbia)
- Macruronus magellanicus
- Macruronus novaezelandiae[1]